# Wieża Għajn Tuffieħa
Wieża Għajn Tuffieħa (ang. Għajn Tuffieħa Tower  lub Għajn Mixkuka Tower, malt. Torri ta’ Għajn Tuffieħa) – jedna z wież obserwacyjnych, zbudowana za czasów wielkiego mistrza kawalerów maltańskich Juana de Lascarisa. Wieża została zbudowana na klifie przy zatoce Golden.
Wieże obserwacyjne budowano w takiej odległości od siebie, by każda była w zasięgu wzroku sąsiedniej. Oprócz funkcji obserwacyjno-ostrzegawczych przed piratami służyły jako wieże komunikacyjne pomiędzy Gozo i Grand Harbour. Najwięcej wież zbudowano w latach 1610-1661, są to wieże zbudowane w latach 1610-1620, za panowania Alofa de Wignacourta, ciąg fortyfikacji zwanych jako wieże Wignacourta, w latach 1637-1650 wież Lascarisa oraz zbudowanych w latach 1658-1661 wież de Redina.
Została zbudowana w 1637 roku na planie kwadratu o podstawie około 36 m² i wysokości 11 m. Oryginalnie posiadała dwie kondygnacje, wejście do niej znajdowało się na piętrze i dostępne było tylko za pomocą drabiny. Sklepienie parteru jest kamienne, wejście na druga kondygnację odbywało się przy pomocy spiralnych schodów. Uzbrojona była w półfuntowe działo, a jej załogę stanowiło czterech żołnierzy, którzy byli opłacani przez Università of Mdina, który także sfinansował jej budowę.
Wieża Għajn Tuffieħa jest usytuowana w północno-zachodniej części Malty. Położona jest około 2 km na północny zachód od miejscowości Mġarr. Sąsiaduje z wieżą Ta’ Lippija.
Została wpisana na listę National Inventory of the Cultural Property of the Maltese Islands pod numerem 00057.